# Olympische Sommerspiele 2016/Schwimmen – 1500 m Freistil (Männer)
Der Wettbewerb über 1500 Meter Freistil der Männer bei den Olympischen Spielen 2016 in Rio de Janeiro wurde am 12. und 13. August 2016 im Olympic Aquatics Stadium ausgetragen. 46 Athleten aus 32 Ländern nahmen daran teil.
Es fanden sechs Vorläufe statt. Die acht schnellsten Schwimmer aller Vorläufe qualifizierten sich für das Finale.
Abkürzungen: 
 WR = Weltrekord, OR = olympischer Rekord, NR = nationaler Rekord, PB = persönliche Bestleistung, JWB = Jahresweltbestzeit

## Bestehende Rekorde
| Weltrekord         | Sun Yang ( Volksrepublik China) | 14:31,02 | London, Vereinigtes Königreich | 4. August 2012 |
| Olympischer Rekord | Sun Yang ( Volksrepublik China) | 14:31,02 | London, Vereinigtes Königreich | 4. August 2012 |

## Titelträger
| Olympiasieger     | Sun Yang ( Volksrepublik China) | 14:31,02 min | London 2012 |
| Weltmeister       | Gregorio Paltrinieri ( Italien) | 14:39,67 min | Kasan 2015  |
| Europameister     | Gregorio Paltrinieri ( Italien) | 14:34,04 min | London 2016 |
| Deutscher Meister | Florian Wellbrock               | 14:55,49 min | Berlin 2016 |

## Vorlauf

### Vorlauf 1
| Platz | Name             | Nation                  | Zeit         | Anmerkung |
| ----- | ---------------- | ----------------------- | ------------ | --------- |
| 1     | Oussama Mellouli | Tunesien                | 15:07,78 min |           |
| 2     | Mihajlo Ceprkalo | Bosnien und Herzegowina | 15:31,62 min |           |
| 3     | Matt Hutchins    | Neuseeland              | 15:32,60 min |           |
| 4     | Welson Sim       | Malaysia                | 15:32,63 min |           |
| 5     | Wesley Roberts   | Cookinseln              | 15:44,32 min |           |
| 6     | Felipe Tapia     | Chile                   | 16:02,44 min |           |

### Vorlauf 2
| Platz | Name                           | Nation      | Zeit         | Anmerkung |
| ----- | ------------------------------ | ----------- | ------------ | --------- |
| 1     | Ilja Druschinin                | Russland    | 14:59,56 min |           |
| 2     | Marcelo Alberto Acosta Jimenez | El Salvador | 15:08,17 min | NR        |
| 3     | Ricardo Vargas Jacobo          | Mexiko      | 15:11,53 min | NR        |
| 4     | Brandonn Almeida               | Brasilien   | 15:14,73 min |           |
| 5     | Miguel Valente                 | Brasilien   | 15:22,57 min |           |
| 6     | Kristóf Rasovszky              | Ungarn      | 15:29,36 min |           |
| 7     | Martin Bau                     | Slowenien   | 15:29,95 min |           |
| 8     | Martin Naidich                 | Argentinien | 15:39,93 min |           |

### Vorlauf 3
| Platz | Name                | Nation     | Zeit         | Anmerkung       |
| ----- | ------------------- | ---------- | ------------ | --------------- |
| 1     | Anton Ipsen         | Dänemark   | 15:05,91 min |                 |
| 2     | Esteban Enderica    | Ecuador    | 15:10,15 min |                 |
| 3     | Marc Sánchez        | Spanien    | 15:11,38 min |                 |
| 4     | Antonio Arroyo      | Spanien    | 15:12,61 min |                 |
| 5     | Mateusz Sawrymowicz | Polen      | 15:26,33 min |                 |
| 6     | Nicolas D’Oriano    | Frankreich | 15:33,62 min |                 |
| 7     | Matthew Mark Meyer  | Südafrika  | 15:36,22 min |                 |
| –     | Park Tae-hwan       | Südkorea   | —            | Nicht gestartet |

### Vorlauf 4
| Platz | Name                  | Nation     | Zeit         | Anmerkung |
| ----- | --------------------- | ---------- | ------------ | --------- |
| 1     | Jan Micka             | Tschechien | 14:58,69 min |           |
| 2     | Jaroslaw Potapow      | Russland   | 15:00,99 min |           |
| 3     | Serhij Frolow         | Ukraine    | 15:04,61 min |           |
| 4     | Qiu Xiao              | China      | 15:06,71 min |           |
| 5     | Wojciech Jacek Wojdak | Polen      | 15:13,18 min |           |
| 6     | Pál Joensen           | Dänemark   | 15:18,49 min |           |
| 7     | Richard Nagy          | Slowakei   | 15:26,48 min |           |
| 8     | Felix Auböck          | Österreich | 15:36,24 min |           |

### Vorlauf 5
| Platz | Name                 | Nation             | Zeit         | Anmerkung |
| ----- | -------------------- | ------------------ | ------------ | --------- |
| 1     | Jordan Wilimovsky    | Vereinigte Staaten | 14:48,23 min |           |
| 2     | Mack Horton          | Australien         | 14:48,47 min |           |
| 3     | Gabriele Detti       | Italien            | 14:48,68 min |           |
| 4     | Damien Joly          | Frankreich         | 14:48,90 min | NR        |
| 5     | Ryan Cochrane        | Kanada             | 14:53,44 min |           |
| 6     | Henrik Christiensen  | Norwegen           | 14:55,40 min | NR        |
| 7     | Sun Yang             | China              | 15:01,97 min |           |
| 8     | Timothy Shuttleworth | Großbritannien     | 15:13,01 min |           |

### Vorlauf 6
| Platz | Name                 | Nation             | Zeit         | Anmerkung |
| ----- | -------------------- | ------------------ | ------------ | --------- |
| 1     | Gregorio Paltrinieri | Italien            | 14:44,51 min |           |
| 2     | Connor Jaeger        | Vereinigte Staaten | 14:45,74 min |           |
| 3     | Jack McLoughlin      | Australien         | 14:56,02 min |           |
| 4     | Stephen Milne        | Großbritannien     | 14:57,23 min |           |
| 5     | Ahmed Akram          | Ägypten            | 14:58,37 min |           |
| 6     | Mychajlo Romantschuk | Ukraine            | 15:01,35 min |           |
| 7     | Gergely Gyurta       | Ungarn             | 15:06,24 min |           |
| 8     | Florian Wellbrock    | Deutschland        | 15:23,88 min |           |

## Finale
14. August 2016, 03:11 MEZ
| Platz | Name                 | Nation             | Zeit         | Anmerkung |
| ----- | -------------------- | ------------------ | ------------ | --------- |
| 1     | Gregorio Paltrinieri | Italien            | 14:34,57 min |           |
| 2     | Connor Jaeger        | Vereinigte Staaten | 14:39,48 min | NR        |
| 3     | Gabriele Detti       | Italien            | 14:40,86 min |           |
| 4     | Jordan Wilimovsky    | Vereinigte Staaten | 14:45,03 min |           |
| 5     | Mack Horton          | Australien         | 14:49,54 min |           |
| 6     | Ryan Cochrane        | Kanada             | 14:49,61 min |           |
| 7     | Damien Joly          | Frankreich         | 14:52,73 min |           |
| 8     | Henrik Christiensen  | Norwegen           | 15:02,66 min |           |